# Хвойні та широколистяні ліси Східного Середземномор'я
Хвойні та широколистяні ліси Східного Середземномор'я (ідентифікатор WWF: PA1207) — палеарктичний екорегіон середземноморських лісів та чагарників, розташований на Близькому Сході, на території Родючого Півмісяця. Він охоплює території Туреччини, Сирії, Лівану, Ізраїлю, Палестини, Йорданії, Іраку та Саудівської Аравії.

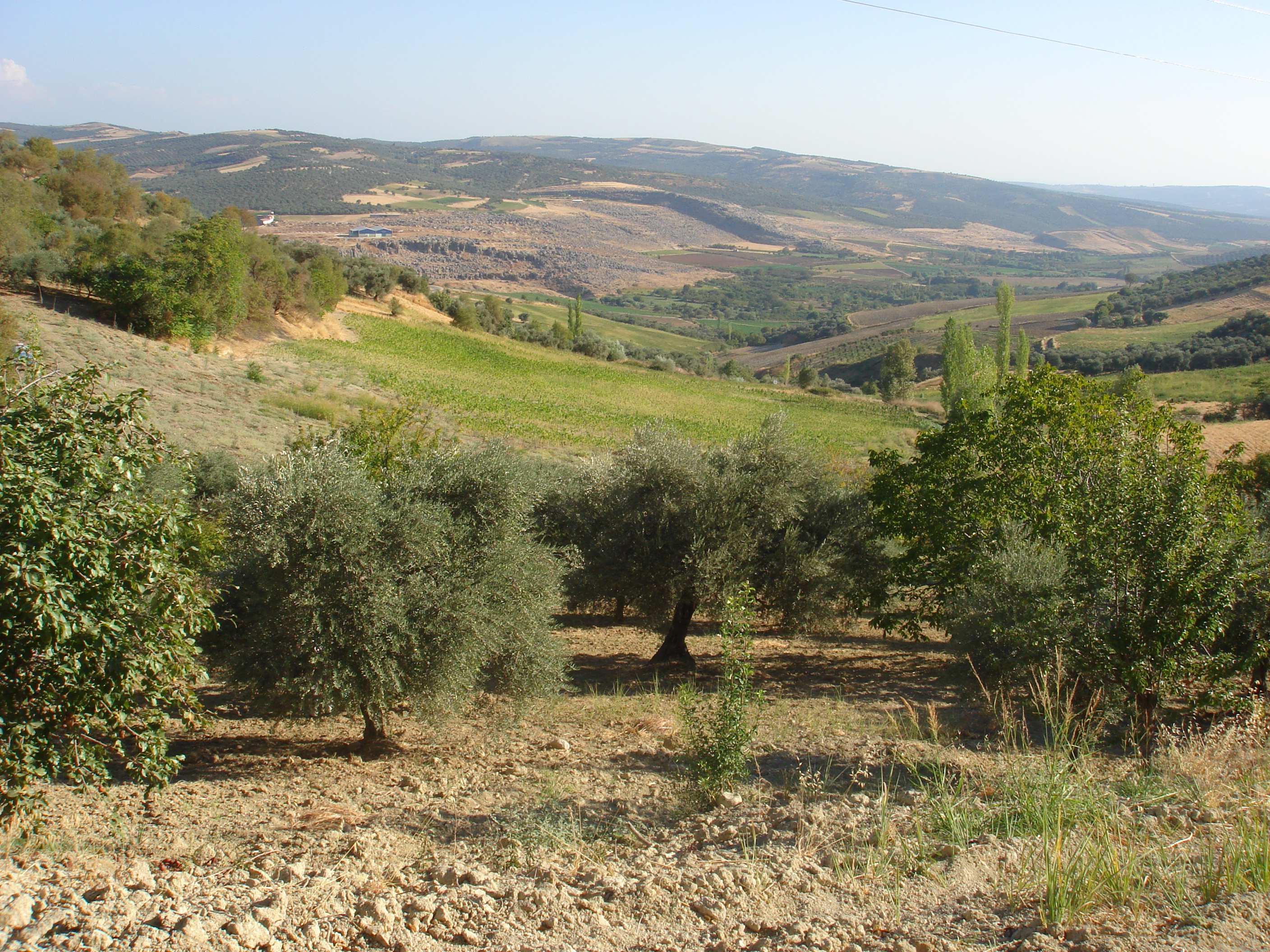
Ландшафт в околицях Алтиньозю (Туреччина, провінція Хатай)

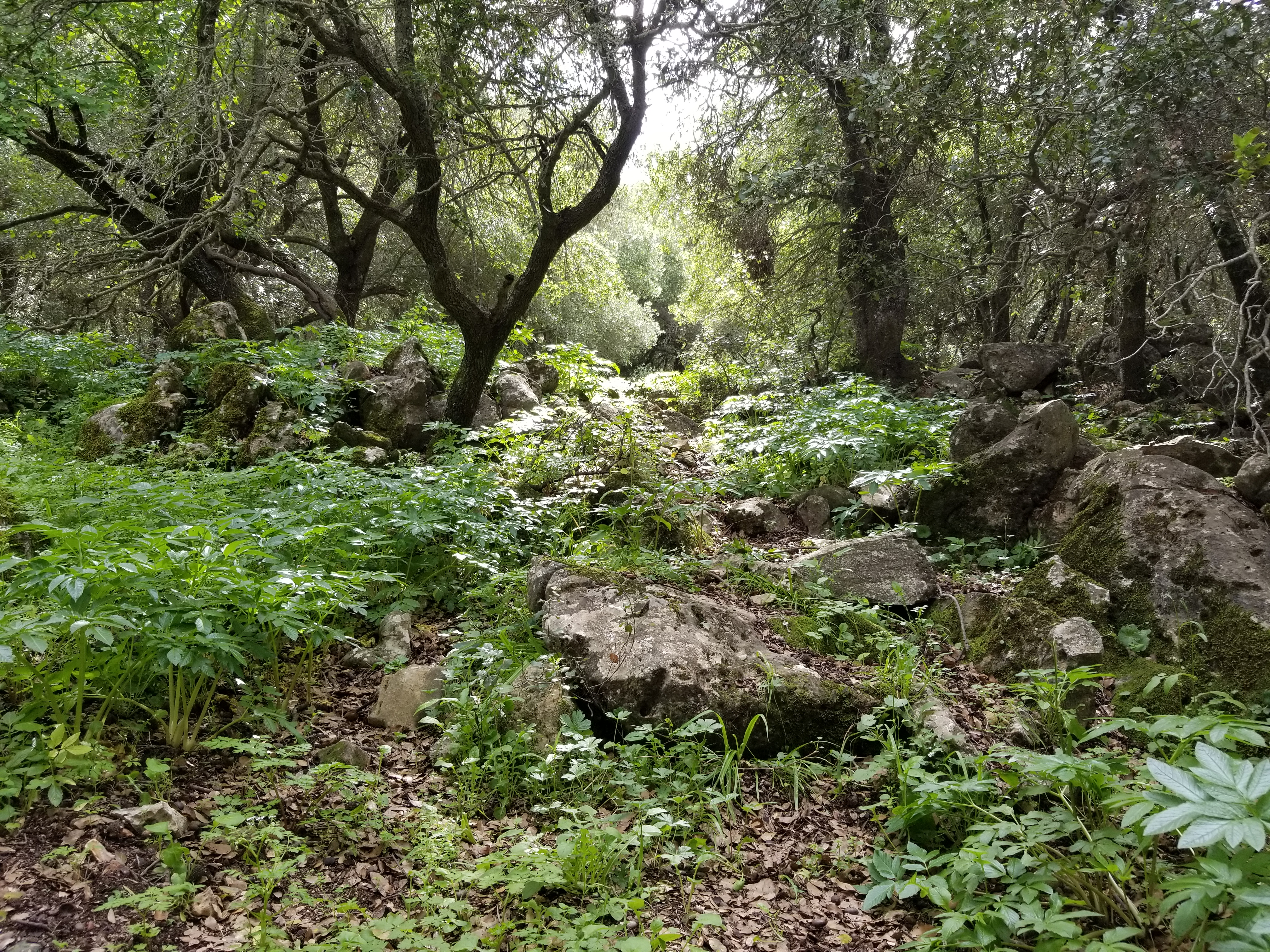
Ліс у ваді Зубія (Йорданія)

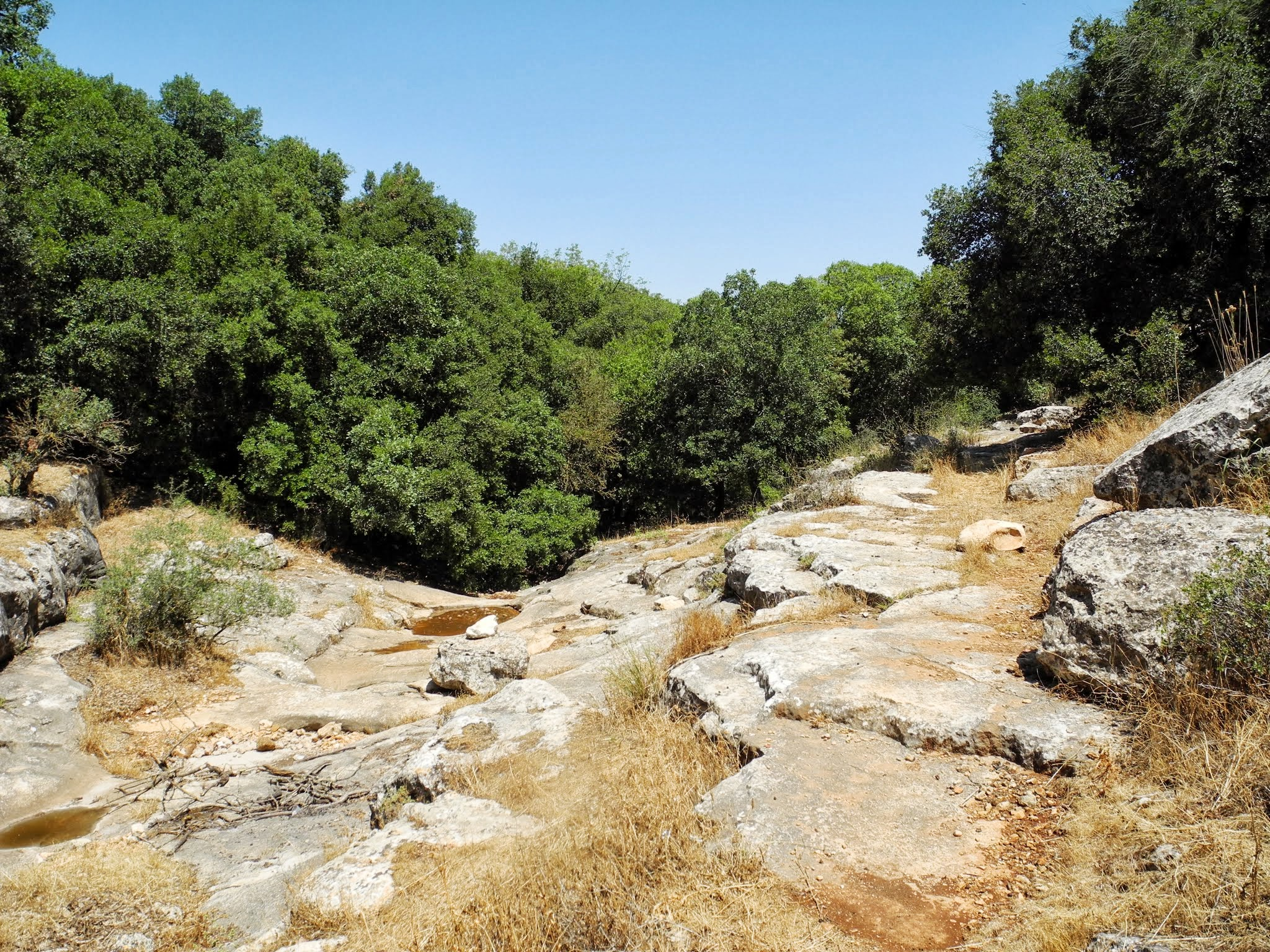
Природний заповідник ваді Зубія (Йорданія)

## Географія
Екорегіон хвойних та широколистяних лісів Східного Середземномор'я охоплює територію площею 142 284 км², розташовану на Близькому Сході. У Туреччині він охоплює прибережну низовину на півдні Анатолії, між Таврськими горами і Середземним морем, простягаючись від Кемера і Анталії через Кілікійську рівнину до узбережжя затоки Іскендерун. Далі екорегіон розділяється на дві гілки, одна з яких тягнеться на схід до Джизре в південній Туреччині і Заху в північному Іраці, охоплюючи більшу частину турецько-сирійського кордону, а друга повертає на південь уздовж узбережжя Середземного моря, захоплюючи більшу частину Леванту — західну Сирію, Ліван, Ізраїль і Палестину (за винятком гір Сирійського прибережного хребта, гір Лівану та Антилівану), а також Йорданське нагір'я в Йорданії. Крім того, екорегіон включає в себе також плато Джебель-ед-Друз на півдні Сирії та кілька високогірних анклавів, розташованих в горах Хіджаз на північному заході Саудівської Аравії, зокрема гору Джабаль-аль-Лауз.
Екорегіон хвойних та широколистяних лісів Східного Середземномор'я охоплює прибережні рівнини, невисокі гори та внутрішні плато. Основними річками регіону є Аксу, Гьоксу, Сейхан і Джейхан на півночі, Тигр і Євфрат на сході та Йордан на півдні. В межах екорегіону розташовані такі великі міста, як Адана, Газіантеп, Анталія та Мерсін в Туреччині, Алеппо, Хомс, Хама і Латакія в Сирії, Бейрут і Триполі в Лівані, Тель-Авів, Єрусалим і Хайфа в Ізраїлі, Газа, Хеврон і Наблус в Палестині та Амман в Йорданії.

## Клімат
В екорегіоні переважає середземноморський клімат, що характеризується м'якою дощовою зимою та жарким сухим літом. Середньорічна кількість опадів зменшується із заходу на схід та з півночі на південь. Поблизу Анталії вона становить 1000-1250 мм, в Мерсіні, Адані, Іскендеруні, на узбережжі Сирії та Лівану — 600-800 мм, в північній Месопотамії, Сирії, на півдні Ізраїля та в Йорданії — менше 450 мм.

## Флора
Основними рослинними угрупованнями екорегіону є широколистяні склерофільні чагарники (маквіс і гарига), хвойні ліси, де переважають турецькі сосни (Pinus brutia) і алепські сосни (Pinus halepensis), а також сухі дубові (Quercus spp.) рідколісся та степи. Велике значення для екорегіону мають гори Антитавру та гори Нур, що слугують межею між західною, східною та південною частиною екорегіону. Також вони впливають на вологість клімату, а відтак — на видовий склад і поширення рослинних угруповань.
В регіоні широко поширені чагарникові зарості маквісу, особливо в північно-західній частині екорегіону та на східному узбережжі Середземного моря. Основу маквісу складають європейські маслини (Olea europaea), ріжкові дерева (Ceratonia siliqua), кермесові дуби (Quercus coccifera), палестинські фісташки (Pistacia palaestina), мастикові дерева (Pistacia lentiscus) та червоні суничники (Arbutus andrachne). Крім того, в маквісі зустрічається більше 40 видів склерофільних рослин, у тому числі широколисті черемшинники (Phillyrea latifolia), терпентинні дерева (Pistacia terebinthus), колючі аспалатоси (Calicotome villosa), чорний жостір (Rhamnus oleoides), звичайний мирт (Myrtus communis), благородний лавр (Laurus nobilis), лікарський стиракс (Styrax officinalis) та іспанський мітлистий дрок (Spartium junceum). 
В прибережній смузі переважають оливкові і ріжкові дерева, хоча їх зарості і є значно деградованими. Особливо постраждали від дій людини ріжкові дерева. Гаї оливкових дерев можна знайти в каньйоні Кьопрюлю поблизу Анталії, а також поблизу міст Адана і Феке.
Одним із найбільш поширених і важливих рослинних угруповань екорегіону є ліси кермесових дубів (Quercus coccifera). Висока екологічна стійкість цього дерева та здатність відновлюватися на місці деградованих лісів турецької сосни (Pinus brutia) роблять дубові ліси одним із домінуючих типів рослинності. В околицях Анталії, Кемеру і Фаселісу також ростуть ліси ендемічних дубів, відомих як бозпирнал (Quercus aucheri).
Угруповання маквісу в південній частині екорегіону мають значні відмінності від загальнопоширенного в Середземномор'ї маквісу. Через більш посушливий клімат і вищі температури, а також внаслідок значного впливу  Ірано-Туранської фітогеографічної області, в левантійському маквісі зустрічаються набагато більше листопадних видів рослин.
В лісах екорегіону переважають турецькі сосни (Pinus brutia) і алепські сосни (Pinus halepensis). Турецькі сосни переважають в північній частині регіону. а алепські сосни домінують далі на південь. Два види мають дуже схожі екологічні особливості, і обидва відомі своєю високою екологічною стійкістю. Хоча їх можна знайти на висоті до 1800 м над рівнем моря, жоден з них не росте в природі в месопотамській частині регіону. Також в кількох районах зустрічаються ліси італійської сосни (Pinus pinea), в підліску яких росте понтійський рододендрон (Rhododendron ponticum), який є характерним видом евксинської рослинності.
Добре збережені ліси турецької сосни можна побачити в околицях Мерсіна, Сіліфке, Тарсуса, Анамура, Газіпаші, Адани та Саричама. В підліску цих лісів зустрічаються елементи маквісової рослинності. Крім того, оскільки ці ліси перебувають під впливом моря, вони мають викривлену форму, а накопичення біомаси в них відбувається повільніше, ніж деінде. Ліси алепської сосни в південній частині екорегіону значною мірою деградували через складні екологічні умови та людський вплив.
На прибережних рівнинах Палестини та у верхів'ях Йордану переважають луки волосистої гіпарренії (Hyparrhenia hirta), по яким розкидані колючі кущі і невисокі дерева, такі як звичайне держидерево (Paliurus spina-christi), чорний жостір (Rhamnus lycioides), колючий сумах (Searsia tripartita) та смердючий анагіріс (Anagyris foetida).
У східній частині екорегіону дерев росте менше, що пов'язано з малою кількістю опадів. Лінія, що проходить через Віраншехір, окреслює межу між поширенням пустельної та середземноморської рослинності. Одним із головних факторів, що пов'язує цей ксерофітний східний регіон із середземноморською частиною екорегіону, є існування в ньому заростей оливкових дерев (Olea europea) та інших чагарникових угруповань, які містять середземноморські елементи.
Загалом в східній частині екорегіону, що охоплює території по обидва боки від турецько-сирійського кордону, поширені ксерофітні невисокі чагарники і напівпустельні луки, де переважають хамефіти (напівчагарники) і гемікриптофіти, такі як Artemisia herba-alba, Phlomis bruguieri, Cousinia stenocephala, Capparis ovata, Teucrium polium, Scrophularia xanthoglossa, Phlomis kurdica, Onosma echinatum, Astragalus caprinus та Centaurea macrocephala. На висоті понад 700 м над рівнем моря переважають листяні ліси, де ростуть фаворські дуби (Quercus ithaburensis), бурґундські дуби (Quercus cerris), дуби Бранта (Quercus brantii) та алепські дуби (Quercus infectoria ssp. boissieri). В галерейних лісах, що ростуть в долинах річок Євфрат, Тигр і Йордан, переважають євфратські тополі (Populus euphratica) та тритичинкові верби (Salix triandra). Також в екорегіоні зустрічаються такі види, як арабський мигдаль (Prunus arabica), дрібноплідна вишня (Prunus microcarpa), вишня-антипка (Prunus mahaleb), європейський церцис (Cercis siliquastrum), звичайна смоківниця (Ficus carica), французький клен (Acer monspessulanum), плодовий глід (Crataegus azarolus), сирійська груша (Pyrus syriaca), східний каркас (Celtis tournefortii), фісташка-хінджук (Pistacia kinjuk) та справжня фісташка (Pistacia vera).
В екорегіоні зростає низка рідкісних, ендемічних видів, таких як бозпирнал (Quercus aucheri) — ендемічний різновид дуба, поширений на південному заході Анатолії. На великій, добре збереженій системі прибережних дюн, розташованій між Анамуром і Мерсіном, ростуть реліктові ліси, де переважають євро-сибірські види, такі як кавказька лапина (Pterocarya fraxinifolia), звичайний тис (Taxus baccata), справжній дерен (Cornus mas), дерен-свидина (Cornus sanguinea ssp. australis), звичайна празелень (Lapsana communis), грецький білоконюшинник (Dorycnium graecum) та повстиста ожина (Rubus canescens). Також низка ендемічних видів рослин зустрічаються на Кілікійській рівнині, зокрема Trigonella halophila та Bromus psammophilus. Багатьом з них загрожує знищення через інтенсивну сільськогосподарську діяльність в регіоні.
Загалом в екорегіоні хвойних та широколистяних лісів Східного Середземномор'я зустрічається менша кількість ендемічних видів, ніж в прилеглому Антитаврі та горах Нур. Однак однією з його найважливіших особливостей є те, що в регіоні у природному стані зростають такі важливі для Середземномор'я види, як європейська маслина (Olea europaea), ріжкове дерево (Ceratonia siliqua), справжня фісташка (Pistacia vera), звичайна смоківниця (Ficus carica та благородний лавр (Laurus nobilis). Всі ці види є дуже важливими в місцевій культурі. Вони відомі не лише своїми їстівними плодами, але й декоративними, фармацевтичними та медичними властивостями. Вони забезпечують корм для худоби, тінь під час спекотного середземноморського літа та дрова. Крім того, їх сильна регенеративна здатність дозволяє їм легше відновлюватися після багаторазового використання людиною.

## Фауна
Екорегіон хвойних та широколистяних лісів Східного Середземномор'я вирізняється значним різноманіттям птахів, оскільки він розташований на одному з головних шляхів міграції птахів у світі. Цей шлях, яким птахи з Європи мігрують до Африки, лежить вздовж Йорданської рифтової долини та вздовж гір Леванту, включаючи в себе також перевал Белен, відомий як Сирійські ворота.
В західній частині екорегіону розташовані шість важливих орнітологічних територій (IBA): дельта Гьоксу, острови Айдинджик, озеро Тузла, озеро Акяян, лагуна Ак'ятан та лагуна Юмурталик (з заходу на схід). В дельті Гьоксу мешкають такі рідкісні види, як малі баклани (Microcarbo pygmaeus), кучеряві пелікани (Pelecanus crispus), вузькодзьобі чирянки (Marmaronetta angustirostris), білоокі черні (Aythya nyroca), великі підорлики (Clanga clanga) та східні могильники (Aquila heliaca). На озері Якяян та на розташованих поряд лагунах Ак'ятан і Юмурталик мешкають вузькодзьобі чирянки (Marmaronetta angustirostris), туркменські турачі (Francolinus francolinus), пурпурові султанки (Porphyrio porphyrio), степові лежні (Burhinus oedicnemus), морські пісочники (Charadrius alexandrinus), шпорові чайки (Vanellus spinosus), малі крячки (Sternula albifrons) та безліч інших водоплавних птахів.
В екорегіоні мешкає низка великих ссавців. Аравійські піщані газелі (Gazella marica) колись широко зустрічалися в регіоні, однак наразі вони обмежені невеликою територією в околицях
Чейланпинару на південному сході Туреччини. Їх популяція значно скоротилася протягом останніх 50 років, і станом на 2010 рік нараховувала 320 особин. На пагорбах Ізраїля живуть рідкісні гірські газелі (Gazella gazella), що перебувають під загрозою зникнення. Серед посушливих пагорбів, передгір'їв і напівпустель мешкають звичайні каракали (Caracal caracal), а на порослих лісом пагорбах і рівнинах — дикі свині (Sus scrofa). В Леванті широко поширені смугасті гієни (Hyaena hyaena), однак їх популяція, що мешкає на південному сході Туреччини, є досить фрагментованою і налічує менше 250 особин. Вовк (Canis lupus) був практично винищений у багатьох частинах екорегіону, хоча він час від часу спостерігається в передгір'ях. Звичайний шакал (Canis aureus) є найпоширенішим хижаком екорегіону і зустрічається повсюдно. Цей вид поширився на території, які колись були зайняті вовками. Колись в екорегіоні також мешкали леви (Panthera leo), сирійські бурі ведмеді (Syrian brown bear) та азійські гепарди (Acinonyx jubatus venaticus), однак наразі вони також вимерли.
У сприятливих для них біотопах зустрічаються такі дрібні хижі тварини, як кавказькі борсуки (Meles canescens), кам'яні куниці (Martes foina) та звичайні лисиці (Vulpes vulpes). В чагарниках, що межують з полями, можна зустріти єгипетську мангусту (Herpestes ichneumon), яка віддає перевагу місцевостям з густим рослинним покривом, розташованим поряд з водою.
Характерним представником екорегіону є рідкісна євфратська м'якотіла черепаха (Rafetus euphraticus), яка мешкає в річках на південному сході Анатолії, в Сирії та Іраці. Середземноморське узбережжя Південної Анатолії є важливим місцем розмноження для довгоголових морських черепах (Caretta caretta). Тут знаходяться 9 з 17 місць у світі, де ця черепаха відкладає яйця. Також на цьому узбережжі можна побачити рідкісного середземноморського тюленя-монаха (Monachus monachus).

## Збереження
Більша частина екорегіону лежить в межах Родючого Півмісяця — місця, де вперше на планеті виникли постійні людські поселення та сільське господарство. Предки багатох видів свійських тварин та культурних рослин походять саме з цього екорегіону. Тут зустрічаються дикорослі представники родів Пшениця (Triticum), Сочевиця (Lens), Горошок (Lathyrus), Горох (Pisum), Еспарцет (Triticum) та Конюшина (Trifolium), зокрема однозерна пшениця (T. baeoticum), двозерна пшениця (T. dicoccoioes), тверда пшениця (T. durum) та звичайна, або м'яка пшениця (T. aestivum). Ці види становлять важливий ресурс, оскільки процеси штучного відбору звузили генофонд пшениці.
Середземномор'я і Близький Схід є одними з найбільш деградованих територій у світі через довгу історію інтенсивного освоєння їх людьми. Макроботанічні дані вказують на те, що згубні наслідки людської діяльності стали очевидними в регіоні ще в 3000 році до нашої ери. Більшість прибережних територій сильно страждають від туризму та сільського господарства. У той час як сільськогосподарська діяльність руйнує природні середовища існування на рівнинах, туризм руйнує прибережні дюни, одні із найбільш крихких і рідкісних природних середовищ. Маквіс — ще одне важливе природне утворення, яке страждає від діяльності людини. Його біорізноманіття зазвичай недооцінюється, оскільки воно структурно сильно відрізняється від лісу. Пожежі, спричинені людиною, є ще однією важливою причиною знищення лісів, а інтенсивний випас худоби перешкоджає розвитку паростків у зрілі рослини. Хоча в більшості випадків екосистеми здатні відновлюватися самі по собі, постійний вплив людини на ці території перешкоджає нормальним процесам регенерації. У східній частині екорегіону сільське господарство настільки розвинене, що, за винятком горбистих районів, уся природна рослинність була перетворена на поля. Навіть у горбистих районах природні угруповання сильно деградували через надмірне випасання худоби.
Оцінка 2017 року показала, що 1147 км², або менше 1 % екорегіону, є заповідними територіями. Ще близько 1 % площі екорегіону мають відносно збереженний рослинний покрив, однак ці території розташовані поза заповідниками. Природоохоронні території регіону включають: Національний парк Каратепе-Арсланташ і Національний парк лагуни Юмурталик в Туреччині, Природний заповідник узбережжя Тіру в Лівані та Національний парк гори Кармель та Природний заповідник гори Мерон в Ізраїлі.